# Combraille (ancienne commune)
Pour les articles homonymes, voir Combrailles (homonymie).
Combraille est une ancienne commune française de la Creuse, érigée en commune à la Révolution française. En 1834, la commune est supprimée et réunie à Viersat.

## La basse Combraille
La Basse Combraille est le nom donné à une petite région géographique du centre de la France, entre Auvergne et Limousin, ancienne zone bocagère d'élevage, riche en petits cours d'eau et prairies humides, qui a perdu une partie de son patrimoine bocager et naturel dans les remembrements. La région  est de type collinéen[Quoi ?], ondulant entre 300  et   700 m d'altitude. Elle est en cours de grand dépeuplement.[réf. souhaitée] Ses biotopes subissent peu d'agressions : l'agriculture est la principale activité basée sur l'élevage extensif de bovins, plus accessoirement d'ovins. Le taux de boisement est assez important mais il n'y a pas d'exploitation forestière intense. La plantation de sapin de Douglas est une pratique courante aux dépens des boisements naturels à base de hêtre, chênes et charmes.
Cette zone fait l'objet depuis un quart de siècle d'inventaires naturalistes poussés dans différents domaines (ornithologie, mammalogie, herpétologie, entomologie, mycologie) en raison notamment de la présence locale d'un passionnée naturaliste amateur, ainsi que d'un suivi animal et mycologique, avec une cartographie qui en 2010 concernait 43 000 hectares et 20 communes (12 en Limousin, 8 en Auvergne).